# 今井文二
今井 文二（いまい ぶんじ、1885年〈明治18年〉7月4日 - 1975年〈昭和50年〉）は、大日本帝国陸軍軍人。最終階級は陸軍少将。

## 経歴
京都府出身。陸軍士官学校第19期卒義。1924年（大正13年）8月、陸軍歩兵少佐に進級し、9月時点で近衛歩兵第2連隊附の任にあった。1925年（大正14年）9月時点で近衛歩兵第2連隊附のまま第一臨時教員養成所に配属され、1927年（昭和2年）7月より東京高等師範学校配属を兼ねた。1928年（昭和3年）3月、歩兵第3連隊大隊長に転じ、1929年（昭和4年）3月、陸軍歩兵中佐進級と同時に歩兵第3連隊附となり、1930年（昭和5年）8月、歩兵第3連隊附のまま早稲田大学に配属された。
1934年（昭和9年）12月、陸軍歩兵大佐進級と同時に第1師団司令部附となり、東京農業大学に配属された。1936年（昭和11年）8月に奈良連隊区司令官に就任し、1938年（昭和13年）7月15日に陸軍少将進級と同時に待命となり、7月27日に予備役に編入された。
予備役編入後は満蒙開拓青少年義勇軍内原訓練所副所長に就任し、1941年（昭和16年）3月に大阪市立興亜拓殖道場が開設された際には津田辰参少将が道場長を務めることになったが、津田が召集されたことにより今井が道場長代理を務めた。他に燃料国策研究会会員に就任した。

## 栄典
勲章等
- 1940年（昭和15年）8月15日 - 紀元二千六百年祝典記念章[11]